# Cofradía de la Virgen de la Esperanza (Zamora)
Cofradía Virgen de la Esperanza (Zamora). Anteriormente Sección de Damas de la Cofradía de Jesús del Vía Crucis de Zamora. Procesiona en la mañana del Jueves Santo.

## Historia

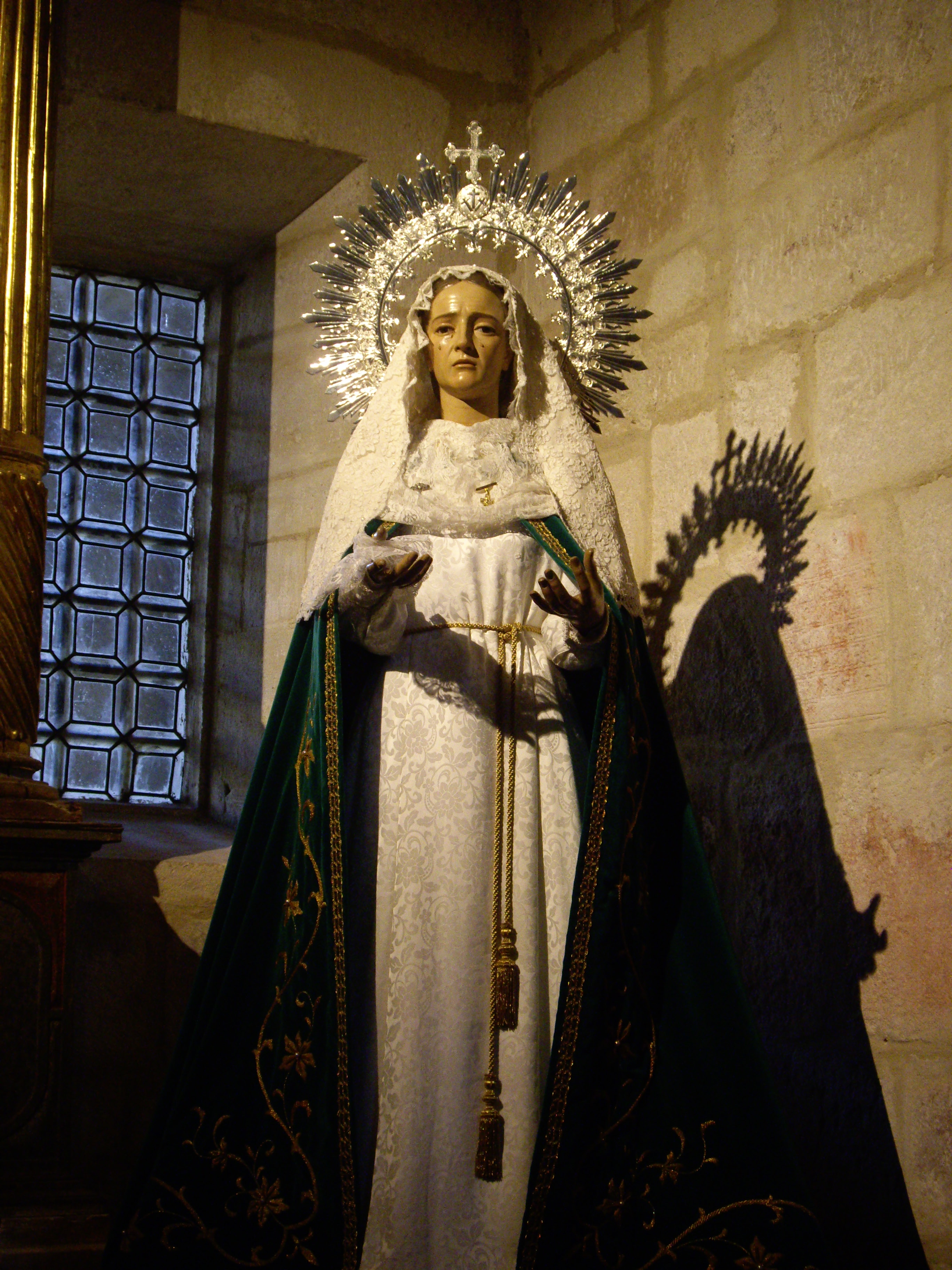
Imagen de la Virgen de la Esperanza

Fue erigida canónicamente por Don Gregorio Martínez Sacristán Obispo de Zamora, el 21 de septiembre de 2010. Es una reconversión de lo que fue Sección de Damas de la Virgen de la Esperanza, perteneciente a la Cofradía de Jesús del Vía Crucis. Fue en el año 1961 la primera vez que la Virgen de la Esperanza procesionó en Jueves Santo, desde la iglesia conventual de Cabañales hasta la iglesia de San Andrés. Ha sido la última cofradía en formar parte de la Junta Pro Semana Santa de Zamora. El momento más destacable de la Cofradía, es sin duda la subida de la Virgen de la Esperanza por la emblemática calle Balborraz, subida abarrotada de público que se emociona ante el paso de la Virgen y a la vez valora emocionada el esfuerzo que hacen los cargadores durante la subida de la emblemática calle de Balborraz. Otros momentos destacables es contemplar el paso de la procesión por el puente Románico y la llegada de la procesión a la Santa Iglesia Catedral y el canto de la Salve en el Atrio de la Catedral, como colofón y despedida a la Virgen de la Esperanza.

## Imagen
La imagen de la Virgen de la Esperanza fue realizada en 1950 por el escultor Víctor de los Ríos Campos para la Cofradía de Jesús del Vía Crucis, por ocho mil pesetas. Luce manto de terciopelo verde bordado en oro salpicado de estrellas con perlas y una corona labrada en plata. Recibe culto en la catedral de Zamora.
En la Semana de Santa de 1951 ya procesionó el Martes Santo, sobre una mesa de ruedas obra también de Víctor de los Ríos. Es en la Semana Santa de 1961 cuando por primera vez procesiona desde el convento de Cabañales hasta la iglesia de San Andrés.
En 1989, al tiempo que la Virgen es restaurada en Valladolid, la mesa se readapta para poder ser portada a hombros.

## Procesión
Tiene lugar en la mañana del Jueves Santo a las 10:00 de la mañana. Los momentos plásticamente más destacables de la procesión son la entrada en el puente románico vista desde el centro del mismo y la salve que se canta por todos los cofrades en el atrio de la catedral, como colofón y despedida a la Virgen de la Esperanza.

## Hábito
Las hermanas visten abrigo reglamentario, medias negras, zapatos negros de salón de medio tacón y guantes blancos. La cabeza tocada con peineta sujeta en moño y mantilla de blonda negra, llevando el pelo retirado de la cara. Portan tulipa y vela reglamentaria. Completan su vestimenta la medalla la medalla actual con cinta/cordón verde como único adorno colgado al cuello. Los hermanos visten túnica y caperuz en raso blanco y guantes del mismo color. Faja y capa de raso verde. Portan una vara niquelada con el anagrama de la Cofradía.

## Galería

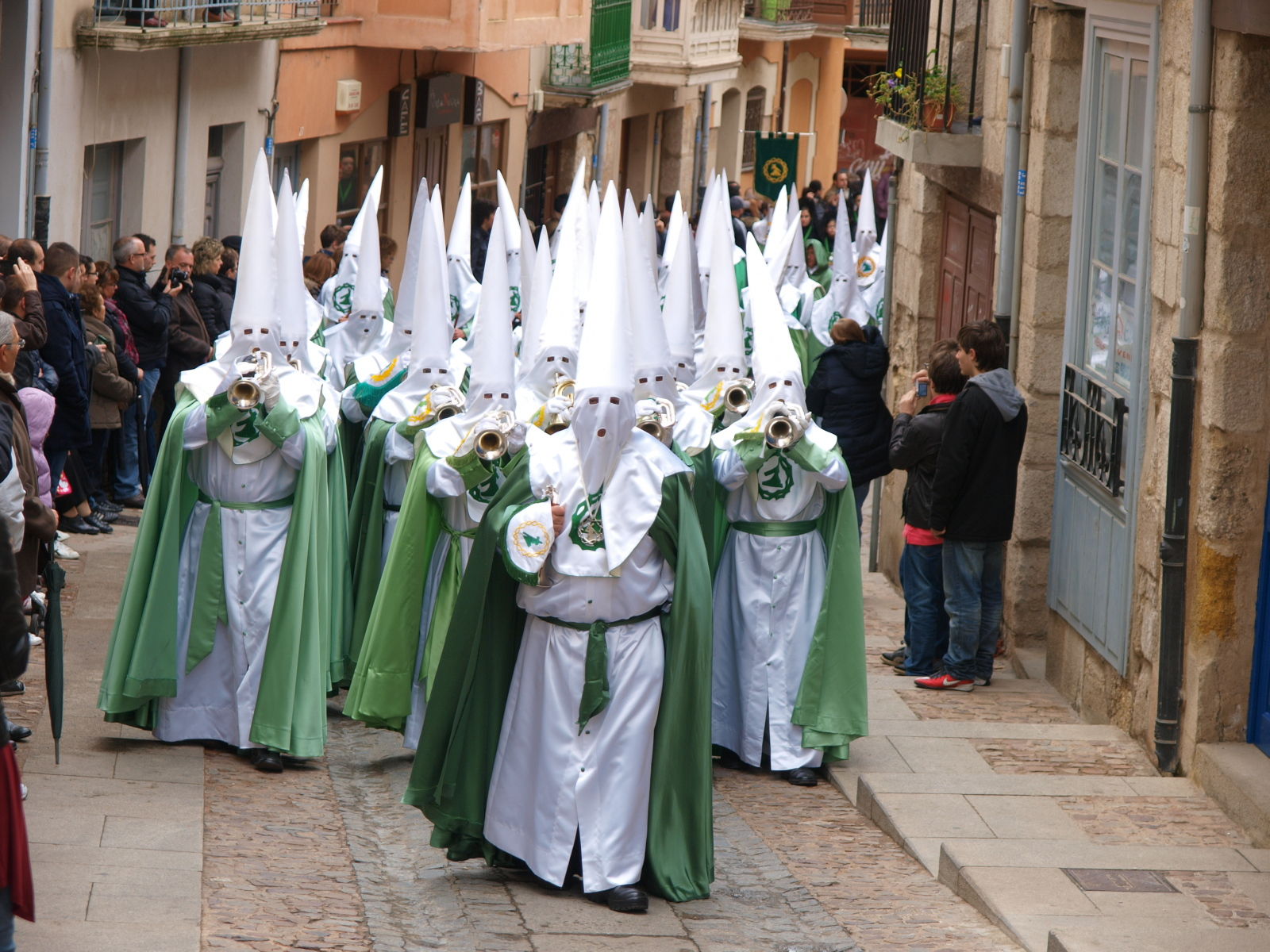
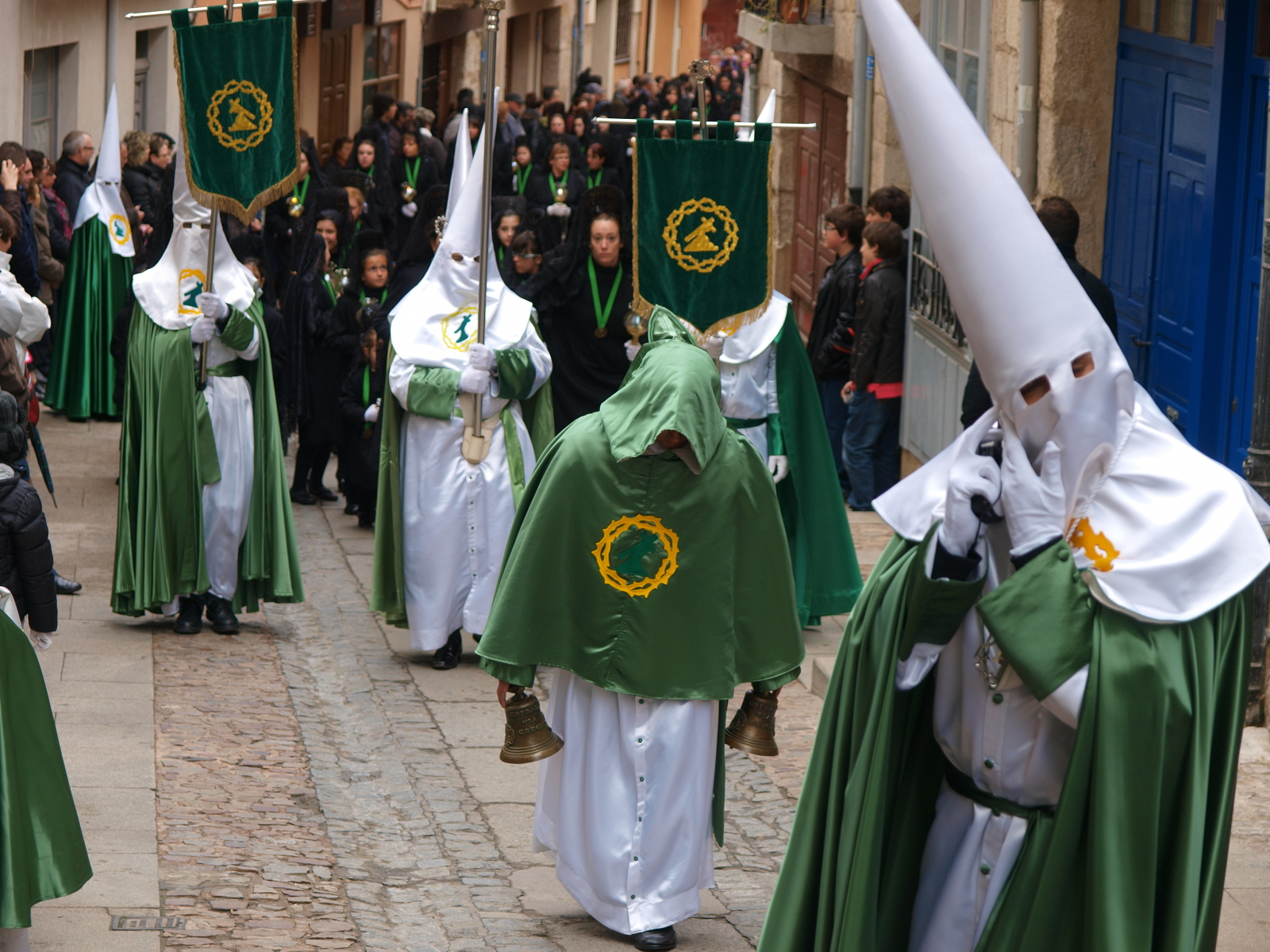
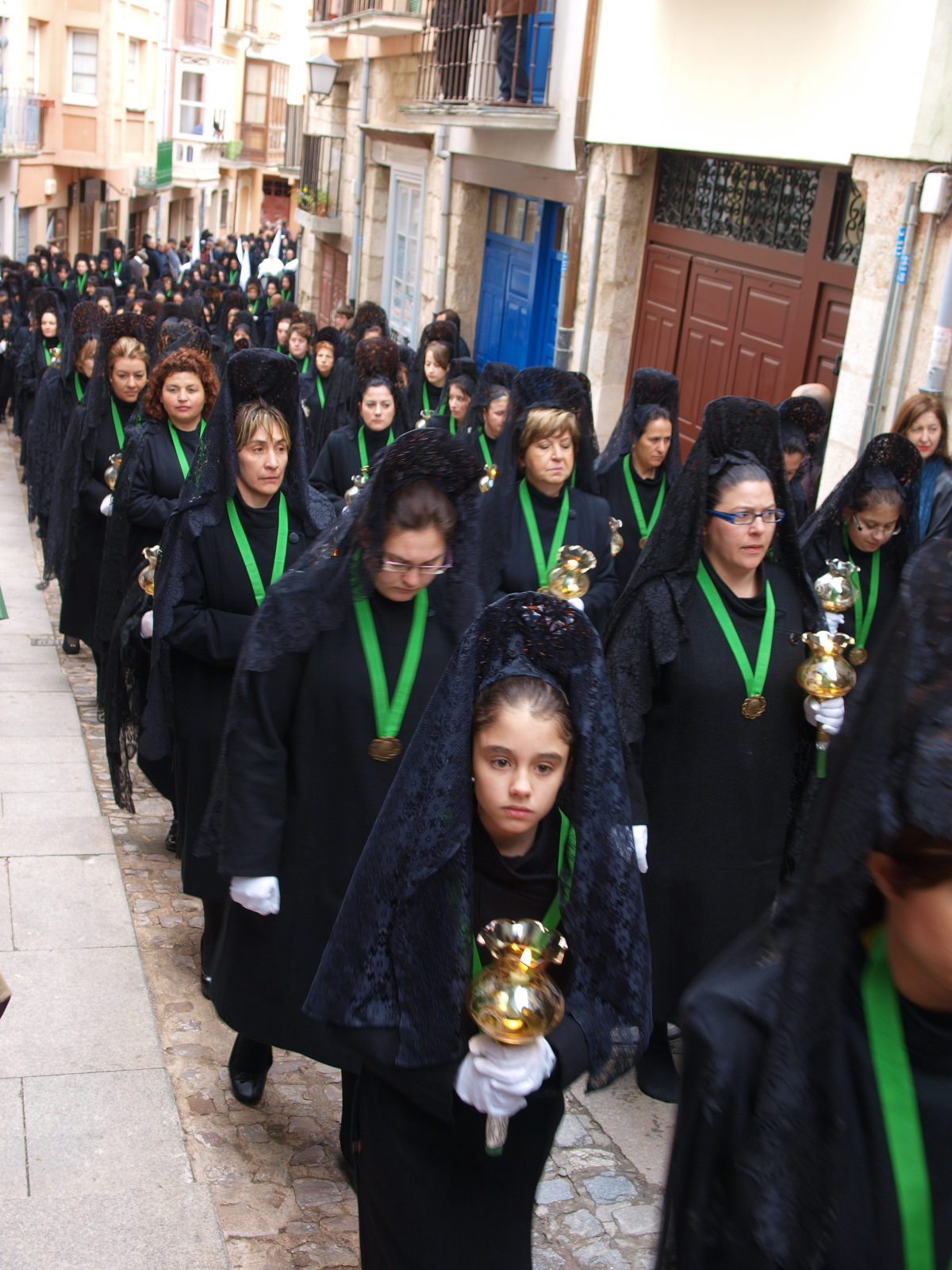
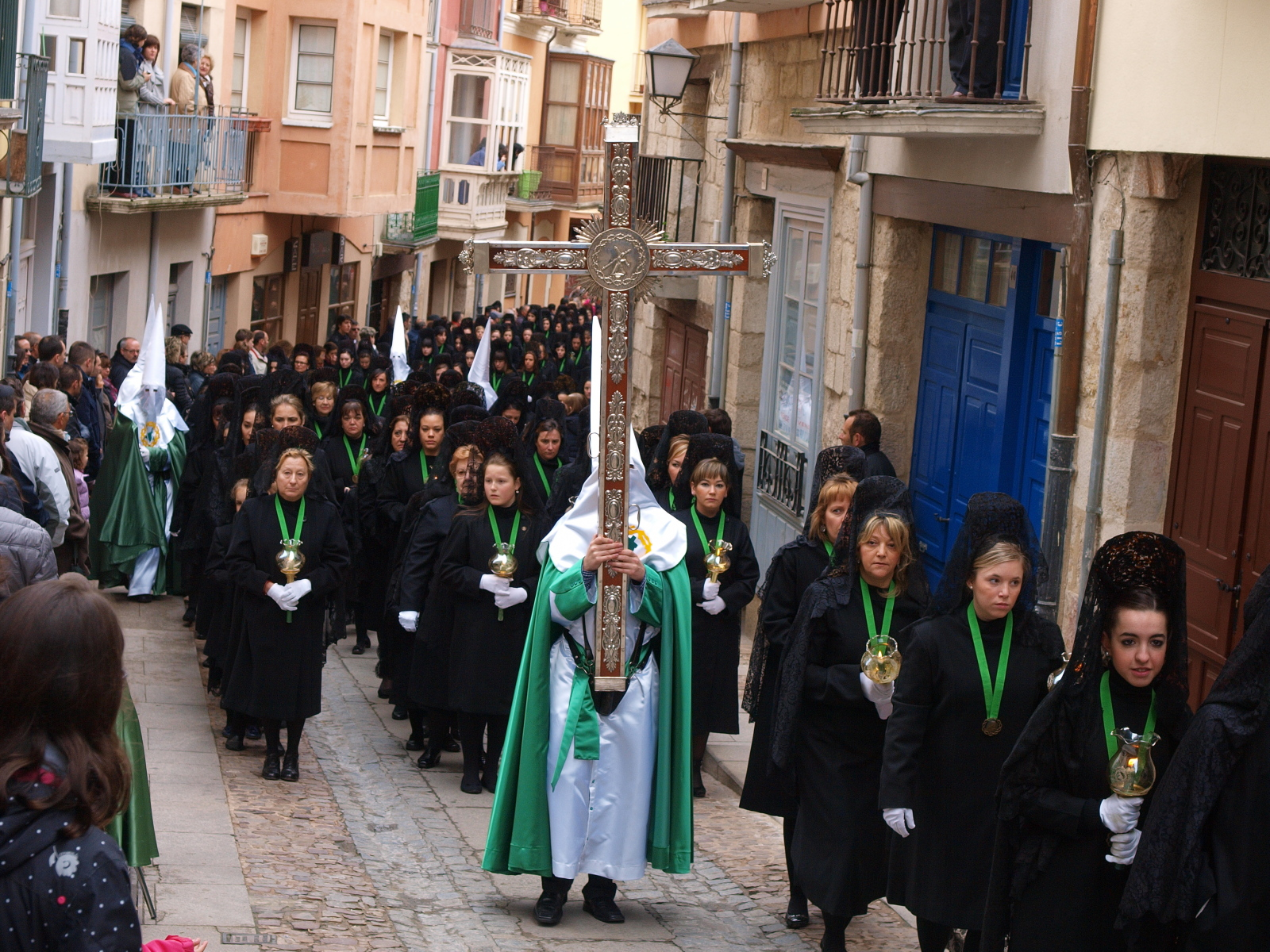
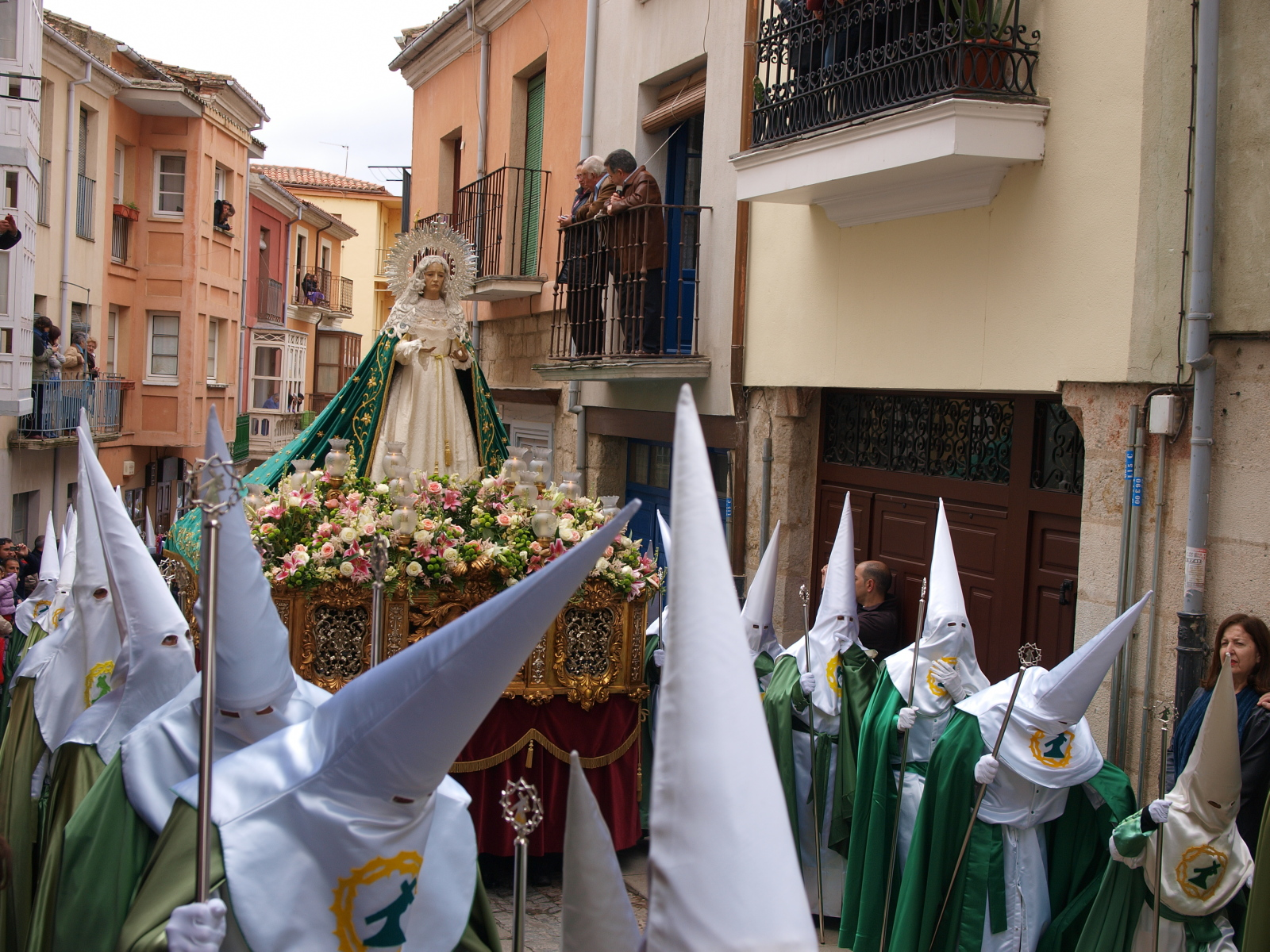